# Irányhármasság
Az irányhármasság azt jelenti, hogy a közeledés, a helyben maradás és a távolodás kifejezésére a nyelvi rendszerben paradigmasorok jönnek létre. A hármas tagolódás két sora dinamikus (közeledés, pl. házból, rétről, fodrásztól; távolodás pl. házba, rétre, fodrászhoz), egy sora statikus (helyben maradás pl. házban, réten, fodrásznál). A paradigmasorok a névszóragozáshoz kapcsolódnak, mert a mondatban a helyekhez, tárgyakhoz, személyekhez viszonyított helyzetet főnevekkel vagy azt helyettesítő, ahhoz kapcsolódó szófajokkal tudjuk kifejezni, pl. házból – abból.

## Irányhármasság a világ nyelveiben
Minden nyelvben szükséges a helyviszonyok kifejezése, s a világ nyelveinek többségében ez hármas felosztásban, az irányhármasság paradigmasorai alapján történik meg. A nyelvek azonban különböznek az irányhármasság használatakor
- a forma, a nyelvi eszköz kiválasztásában (pl. az inkább szintetikus nyelvek esetében inkább esetrag, pl. a házban, fi. talossa; az inkább analitikus nyelvek esetében inkább elöljárószó, pl. in the house, in dem Haus),
- a terek szemantikai felosztásában (pl. külső helyhatározó: postán, de belső helyhatározó fi. postissa).

Utóbbi pont az idegen nyelvet tanulók számára problémát jelenthet, mert a konténerélményként (belső helyhatározás, benne valamiben) és a felületélményként (külső helyhatározás, rajta valamin) való megélés nem minden esetben rendezhető szabályokba.

## Az irányhármasság megjelenésének formái a magyarban
Az uráli nyelveknél is létezik a hármas felosztás, de alapvetően csak a külső és a belső helyviszonyok között tesznek különbséget. A harmadik ragozási sorhoz (fodrásztól, fodrásznál, fodrászhoz) hasonló a magyar mellett egyedül a komiban fordul elő. A magyar ragozási sorok a honfoglalás után, az ómagyar korban és a középmagyar korban szilárdultak meg.

### A főnévi esetrendszer
A magyar esetrendszerben kilenc esetet különböztetünk meg, melyek az irányhármasság három paradigmájának 3-3 formáját jelenítik meg. Ez a három paradigma a következő:
1. belső helyhatározás (pl. házból – házban – házba),
2. külső, felületi helyhatározás (pl. rétről – réten – rétre),
3. külső, ponthoz (gyakran személyhez) kapcsolódó helyhatározás (pl. fodrásztól – fodrásznál – fodrászhoz).

A helyhatározóragok és az esetek összefoglalását az alábbi táblázat tartalmazza:
|           |         | belső helyhatározás | belső helyhatározás | belső helyhatározás | külső, felületi helyhatározás | külső, felületi helyhatározás | külső, felületi helyhatározás | külső, ponthoz kapcsolódó helyhatározás | külső, ponthoz kapcsolódó helyhatározás | külső, ponthoz kapcsolódó helyhatározás |
| --------- | ------- | ------------------- | ------------------- | ------------------- | ----------------------------- | ----------------------------- | ----------------------------- | --------------------------------------- | --------------------------------------- | --------------------------------------- |
| dinamikus | honnan? | elativus            | -ból, -ből          | ház szobájából      | delativus                     | -ról, -ről                    | ház tetejéről                 | ablativus                               | -tól, -től                              | ház sarkától                            |
| statikus  | hol?    | inessivus           | -ban, -ben          | ház szobájában      | superessivus                  | -n, -on, -en, -ön             | ház tetején                   | adessivus                               | -nál, -nél                              | ház sarkánál                            |
| dinamikus | hová?   | illativus           | -ba, -be            | ház szobájába       | sublativus                    | -ra, -re                      | ház tetejére                  | allativus                               | -hoz, -hez, -höz                        | ház sarkához                            |

A főnévhez kapcsolódó megfelelő magánhangzót tartalmazó rag kiválasztása két forma esetén a magánhangzó-harmónia alapján, három forma esetén a magánhangzó-harmónia és a labiális illeszkedés alapján történik.
Természetesen a fenti eseteket és ragokat nem csak a helyhatározásban lehet használni. Szinte kivétel nélkül használhatóak az idő kifejezésére is, ld. az irányhármasság funkcióit lejjebb.

### A névmások és a névutók ragozása
A névmások közül elsősorban a főnévi névmások fejeznek ki helyjelölést, de a többi névmás is belehelyezhető az irányhármasság rendszerébe. A mellékelt táblázat természetesen nem teljes.
|           |         |            | személyes | birtokos | visszaható | kölcsönös | mutató   | kérdő      | vonatkozó    | határozatlan  | általános     |
| --------- | ------- | ---------- | --------- | -------- | ---------- | --------- | -------- | ---------- | ------------ | ------------- | ------------- |
| dinamikus | honnan? | főnévi     | tőlem     | enyémből | magamról   | egymástól | ebből    | kitől?     | (a)kitől     | valakitől     | mindenkitől   |
| dinamikus | honnan? | nem főnévi | -         | -        | -          | -         | ennyiről | milyenből? | (a)milyenből | valamilyenből | akármilyenből |
| statikus  | hol?    | főnévi     | nálam     | enyémben | magamon    | egymásnál | ebben    | kinél?     | (a)kinél     | valakinél     | mindenkinél   |
| statikus  | hol?    | nem főnévi | -         | -        | -          | -         | ennyin   | milyenben? | (a)milyenben | valamilyenben | akármilyenben |
| dinamikus | hová?   | főnévi     | hozzám    | enyémbe  | magamra    | egymáshoz | ebbe     | kihez?     | (a)kihez     | valakihez     | mindenkihez   |
| dinamikus | hová?   | nem főnévi | -         | -        | -          | -         | ennyire  | milyenbe?  | (a)milyenbe  | valamilyenbe  | akármilyenbe  |

A névutók egy része, főleg a hely kifejezésében segítők, szintén hármas paradigmasorba rendezhetőek. Nem rendezhető hármas paradigmasorba pl. az óta, a nélkül, a szerint, a miatt névutó. A mellékelt táblázat természetesen nem teljes.
| dinamikus | honnan? | alól  | mellől  | mögül  | elől  | közül  |
| statikus  | hol?    | alatt | mellett | mögött | előtt | között |
| dinamikus | hová?   | alá   | mellé   | mögé   | elé   | közé   |

## Az irányhármasság funkciói a magyarban
Az irányhármasság elsősorban helyviszonyokat fejezhet ki, de ez egyáltalán nem kizárólagos. Ugyanakkor elmondható, hogy a többi funkció valamilyen – jól leírható vagy ma már kevésbé értett – szemantikai kapcsolatban áll az irányhármasság jellemzőivel mint a dinamikussággal-statikussággal, a távolodással-közeledéssel, az előzménnyel-következménnyel.
Az irányhármasság funkciói:
- helyviszony kifejezése (házban, réten, fodrásznál),
- időviszony kifejezése (januárban – statikusság, jelen; januártól – ponthoz kapcsolódás, dinamikusság, közeledés a jelenhez; januárra – dinamikusság, távolodás a jelentől),
- igevonzati szerep (fél valakitől – távolodás egy ponttól; tartozik valakihez – közeledés egy ponthoz),
- cselekvés módja, oka, cselekvő állapota (álmában beszél – statikusság).